# Mateu apòstol
Mateu apòstol (llatí: Matthaeus -aei; grec: Ματθαῖος -ίου. Galilea, s. I aC - Etiòpia o Hieràpolis, s. I) va ser un dels dotze apòstols de Jesús de Natzaret. Segons les tradicions cristianes, va ser també un dels quatre Evangelistes com a autor de l'Evangeli de Mateu, i per tant també és conegut com a Mateu l'Evangelista. És venerat com a sant a tota la cristiandat.
L'afirmació de la seva autoria evangèlica és rebutjada per la majoria dels estudiosos bíblics moderns, tot i que "l'autoria tradicional encara té els seus defensors". El Nou Testament registra que, com a deixeble, va seguir Jesús. Els pares de l'Església, com Ireneu i Climent d'Alexandria, relaten que Mateu va predicar l'evangeli a Judea abans d'anar a altres països.

## En el Nou Testament
Mateu (מתי/מתתיהו, "Do de Jahvèh", Mattay o Mattithyahu, en grec Ματθαῖος, Matthaios) s'esmenta a Mateu 9:9 i Mateu 10:3 com un recaptador d'impostos per Herodes (a la Nova Versió Internacional i altres traduccions de la Bíblia) que, mentre estava assegut a l'espai per fer els cobraments a Cafarnaüm, va ser cridat a seguir Jesús.
També figura entre els dotze deixebles, però sense identificar els seus antecedents, a Marc 3:18, Lluc 6:15 i Actes 1:13. En passatges paral·lels a Mateu 9:9, tant Marc 2:14 com Lluc 5:27 descriuen la crida de Jesús del recaptador d'impostos Leví, fill d'Alfeu. Tanmateix, no l'associen explícitament amb el nom de Mateu.

Com que el pare de Leví/Mateu i Jaume el menor es diu Alfeu, segons la tradició de l'Església ortodoxa oriental els dos apòstols eren germans.

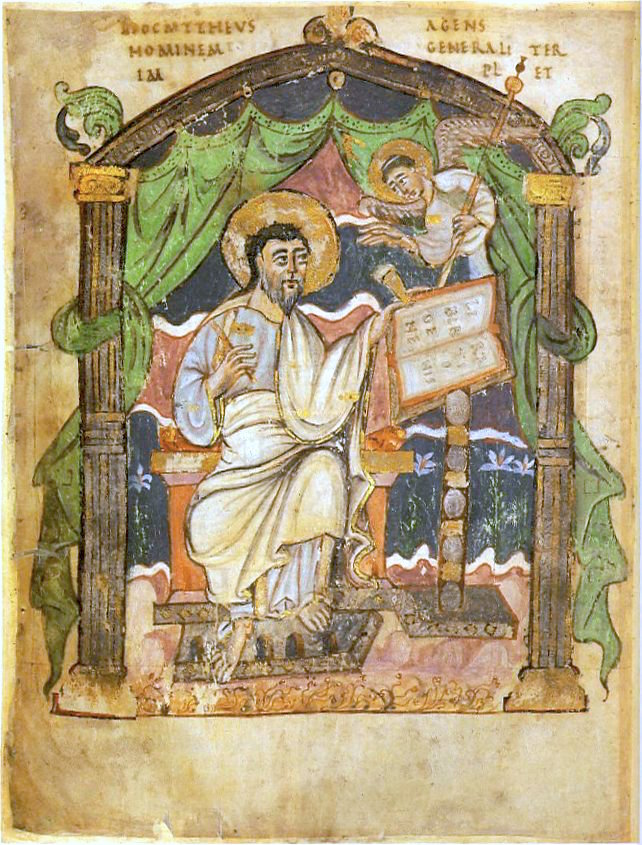
Frontispici dels Evangelis de la Coronació, s.IX (Londres, British Library MS Cotton Tiberius A ii)
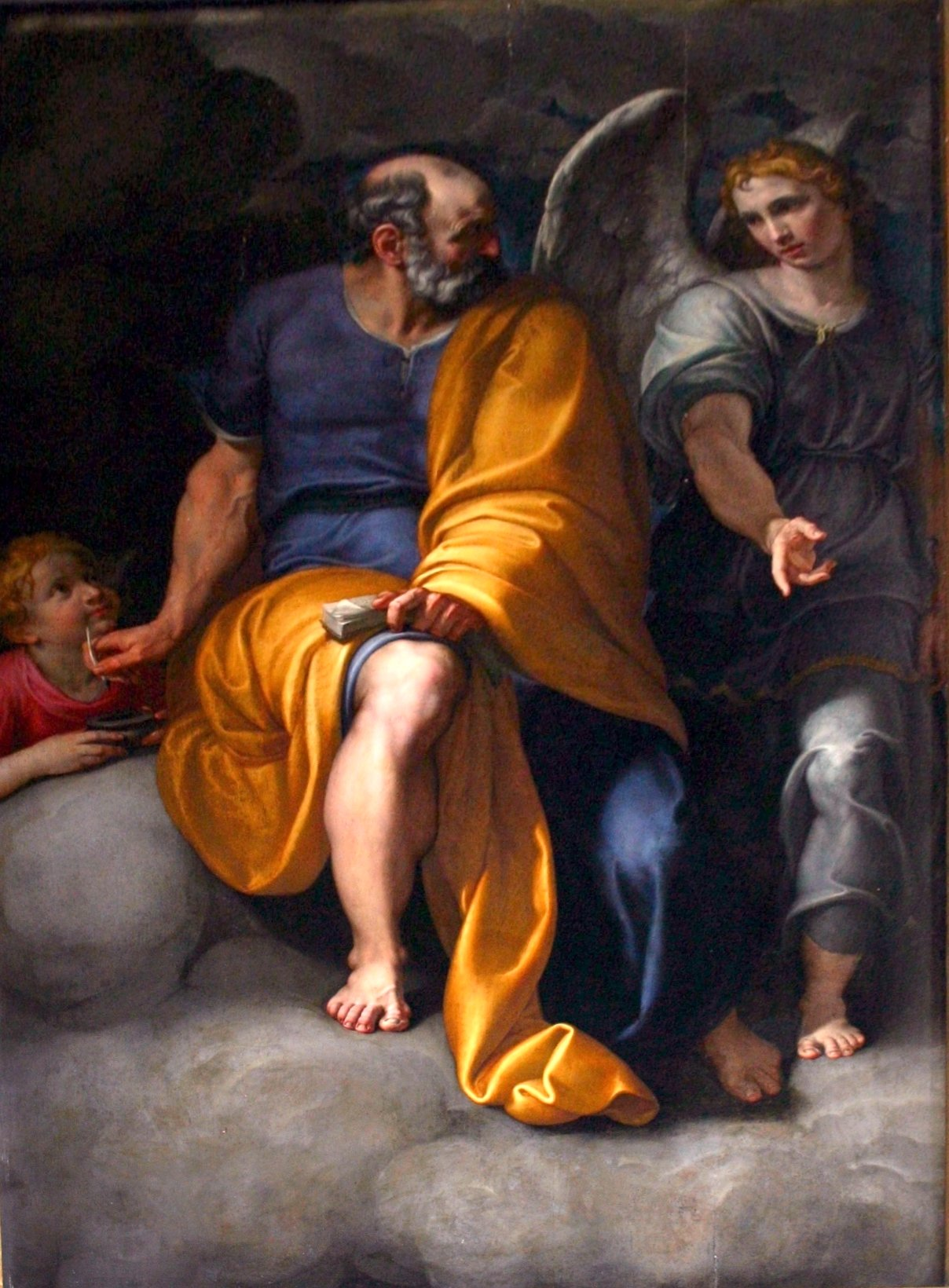
Pintura de Giovanni Ambrogio Figino, ca. 1580 (Milà, San Raffaele)
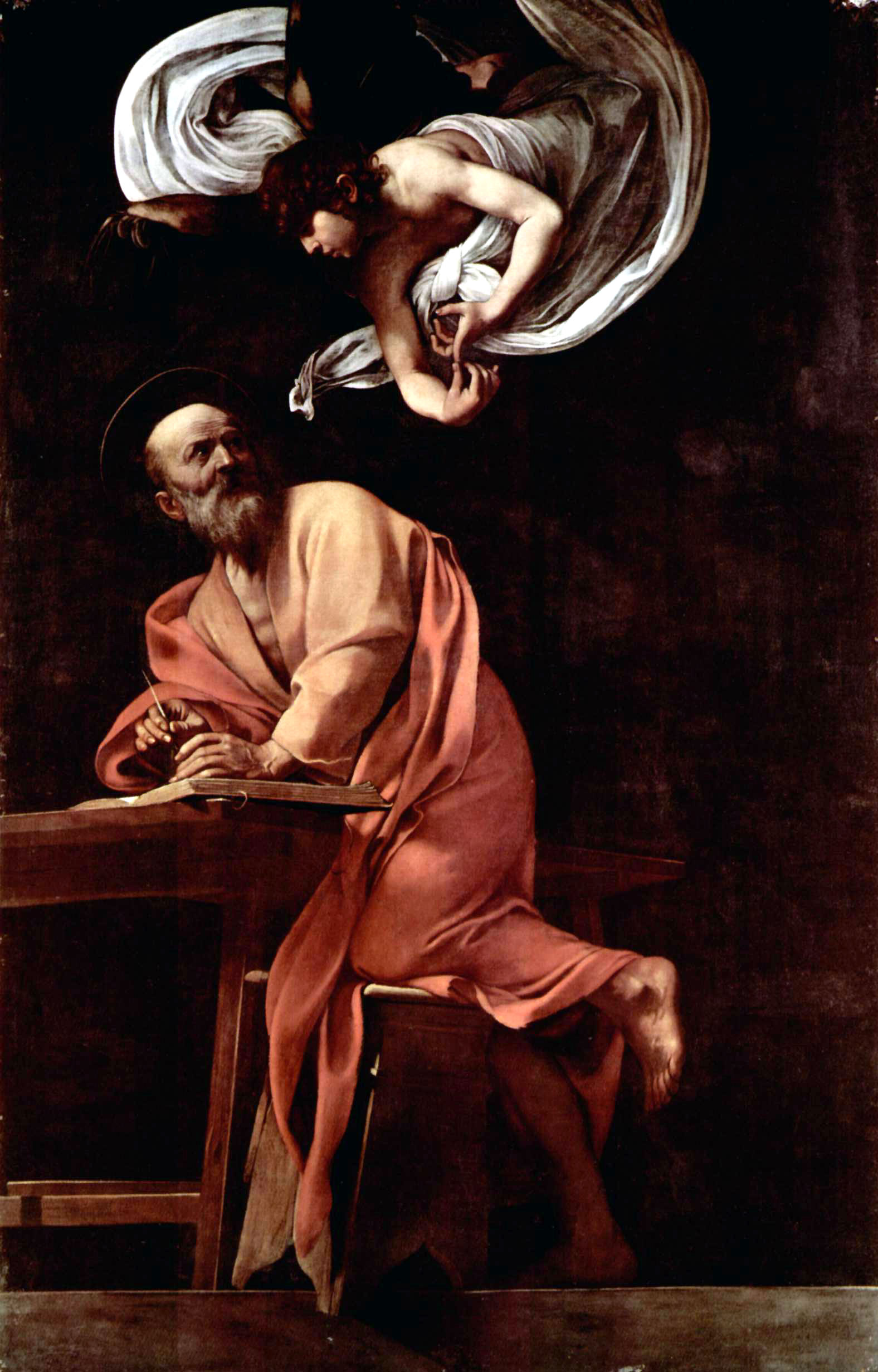
Pintura del Caravaggio, 1602 (Roma, S. Luigi dei Francesi)

## Ministeri
El Nou Testament registra que com a deixeble, Mateu va seguir Jesús. Després de l'ascensió de Jesús, els deixebles es van retirar a una cambra alta (Fets 1:10–14)  (tradicionalment el Cenacle) a Jerusalem. Els deixebles es van quedar a Jerusalem i al seu voltant i van proclamar que Jesús era el Messies promès als jueus.
Al Talmud babilònic (Sanedrí 43a), "Mattai" és un dels cinc deixebles de "Jeshu".
Els primers pares de l'Església com Ireneu (Contra les heretgies 3.1.1) i Climent d'Alexandria diuen que Mateu va predicar l'evangeli a la comunitat jueva de Judea, abans d'anar a altres països. Els escriptors antics no estan d'acord sobre quins altres països són aquests, però gairebé totes les fonts esmenten Etiòpia. L'Església Catòlica i l'Església Ortodoxa mantenen la tradició que Mateu va morir com a màrtir i el Talmud babilònic sembla indicar que va ser executat al Sanedrí. 
Segons la tradició de l'Església, mentre predicava a Etiòpia, Mateu va convertir, i després va consagrar a Déu, Efigènia d'Etiòpia, la verge filla del rei Egip. Quan el rei Hirtac va succeir a Egip, va preguntar a l'apòstol si podia persuadir Efigenia perquè es cases amb ell. Mateu va convidar el rei Hirtac a la litúrgia el diumenge següent, on el va increpar que desitgés la noia, ja que era monja i, per tant, era la núvia de Crist. El rei enfurismat va ordenar així al seu guardaespatlles que matés Mateu, que es trobava a l'altar, convertint-lo en màrtir.

## Evangeli de Mateu
La tradició de l'Església primitiva sosté que l'evangeli de Mateu va ser escrit per l'apòstol Mateu. Aquesta tradició s'acredita per primera vegada, entre els escrits existents dels segles primer i segon, amb el bisbe paleocristià Pàpias de Hieràpolis (c. 60–163 dC), que és citat per l'historiador de l'Església Eusebi de Cesarea (260–340 dC), amb aquestes paraules: "Mateu va recollir les paraules de Jesús] en llengua hebrea, i cadascú els va interpretar com va poder".  De la mateixa manera, el primer teòleg cristià Orígenes ( c. 184 – c. 253) indica que el primer evangeli va ser escrit per Mateu,  i que el seu evangeli va ser compost en hebreu prop de Jerusalem per als cristians hebreus i traduït al grec. L'original hebreu es va conservar a la Biblioteca de Cesarea. En algun moment a finals del segle IV o principis del V, la Comunitat Natzarena va transcriure una còpia per a Jeroni d'Estridó, que va utilitzar en la seva obra. Aquest Evangeli s'anomenava Evangeli segons els Hebreus, sovint anomenat també Evangeli dels Apòstols,  i es va creure que era l'original del "Mateu grec" que es troba a la Bíblia. Tanmateix, això ha estat qüestionat per estudiosos bíblics moderns com Bart D. Ehrman i James R. Edwards.  
La majoria dels estudiosos moderns sostenen que l'Evangeli de Mateu va ser escrit de manera anònima, i no per Mateu, però no hi ha proves concloents.  L'autor no s'anomena dins del text, i els estudiosos han proposat que la signatura "segons Mateu" s'hauria afegit en algun moment del segle II. 

## Evangelis apòcrifs
Al segle III, els evangelis jueu-cristians atribuïts a Mateu van ser utilitzats per grups jueu-cristians com els natzarèos i els ebionites . Fragments d'aquests évangiles sobreviuen en citacions de Jérôme, Epiphanius i d'altres. La majoria dels estudis acadèmics segueixen la distinció de l'Evangeli dels Natzarèos (36 fragments), l'Evangeli dels ebionites (7 fragments) i l'Evangeli dels hebreus (7 fragments) que es troben a l'Apòcrif del Nou Testament de Schneemelcher . Els comentaristes crítics generalment consideren que aquests textos han estat composts en grec i relacionats amb el grec Mateu.  Una minoria de comentaristes consideren que són fragments d'un original perdut en arameu o hebreu.
L' Evangeli de Pseudo-Mateu és una recopilació del segle VII d'altres tres textos: l'Evangeli de Jaume, la Fugida a Egipte i l'Evangeli de Tomàs de la infància .
Jerome relata que els natzarèos suposaven que Mateu va compondre el seu Evangeli dels hebreus,  encara que Ireneu i Epifani de Salamina consideren que això és simplement una versió revisada de l'Evangeli canònic . Aquest Evangeli ha estat parcialment conservat en els escrits dels Pares de l'Església, que es diu que va ser escrit per Matthieu.  Epifani no fa seva l'afirmació sobre un Evangeli dels hebreus escrit per Mateu, una afirmació que només atribueix als ebionites heretges . 

## Veneració
Mateu és reconegut com a sant a les esglésies catòlica romana, ortodoxa oriental, luterana i anglicana. La seva tomba es troba a la cripta de la catedral de Salern, al sud d'Itàlia. Segons la tradició, les seves despulles es troben en aquesta catedral, on s'haurien traslladat després de ser trobades a Capaccio el 954 i s'haurien instal·lat a la cripta de la catedral el 1081. La cripta va ser transformada entre el 1600 i el 1616 per Domenico i Giulio Cesare Fontana, en estil barroc.
La seva festa és:
- el 21 de setembre segons l'Església Catòlica Romana
- el 16 de setembre segons l'Església Ortodoxa

## Iconografia
En l'art se'l representa portant el llibre del seu evangeli. A vegades porta una espasa o una llança, o unes balances de pesar or. Al Tetramorf, el seu símbol és un home alat o un àngel, ja que el seu evangeli comença amb la genealogia de Jesús.
Obresː
- Relleu a un dels púlpits de la catedral de Tortosa

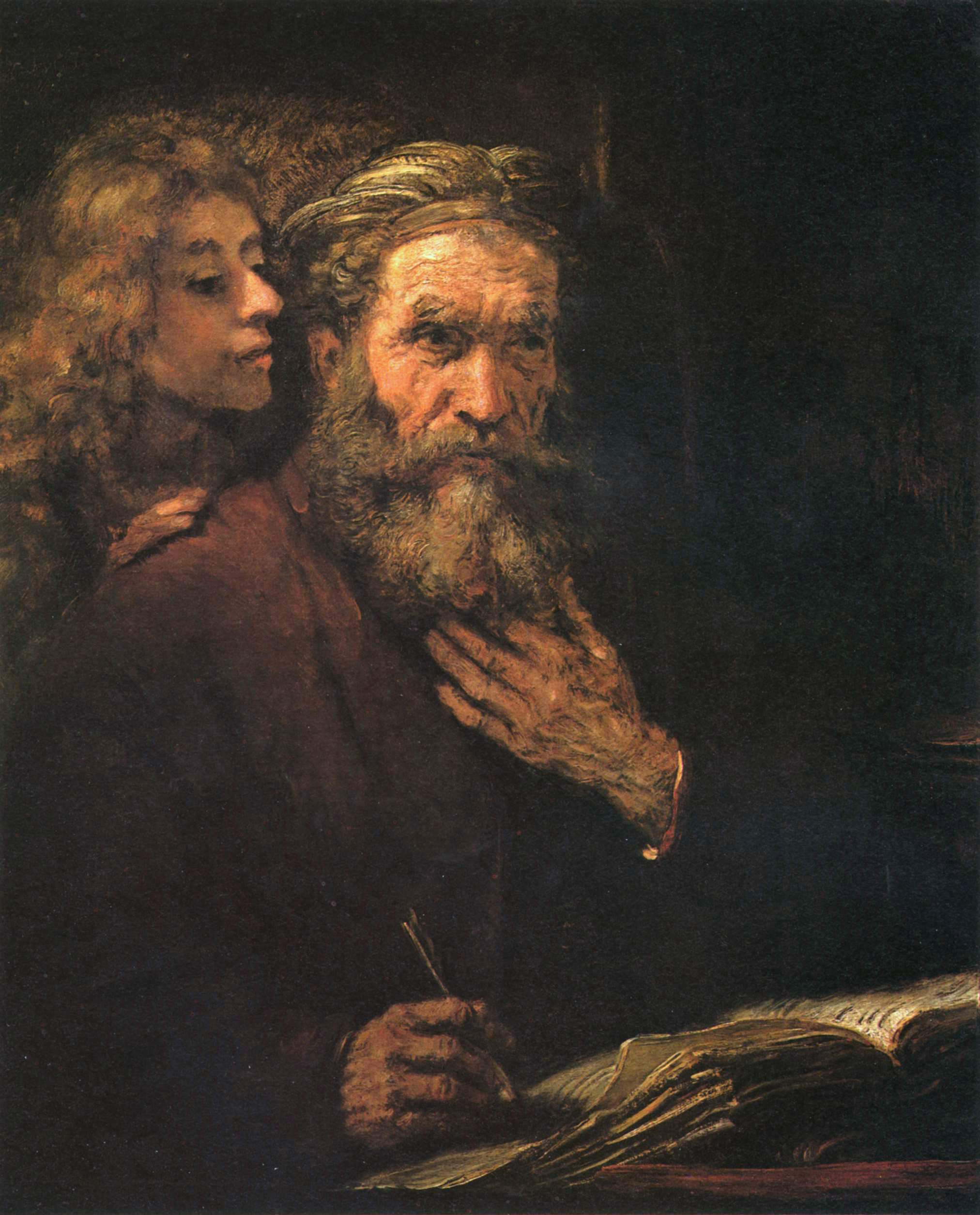
Sant Mateu escrivint l'Evangeli, Rembrandt
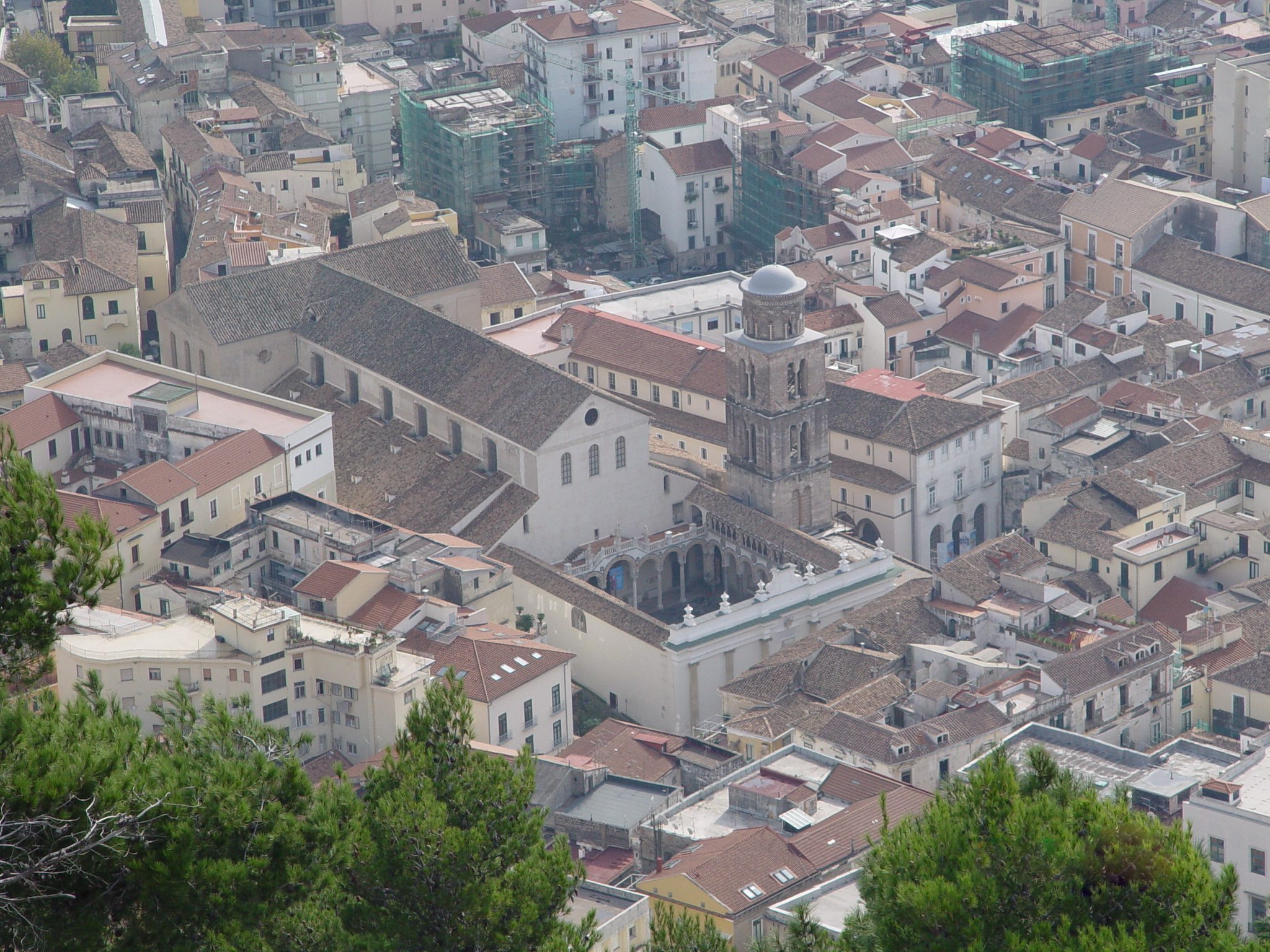
Catedral de Salerno, amb la tomba del sant
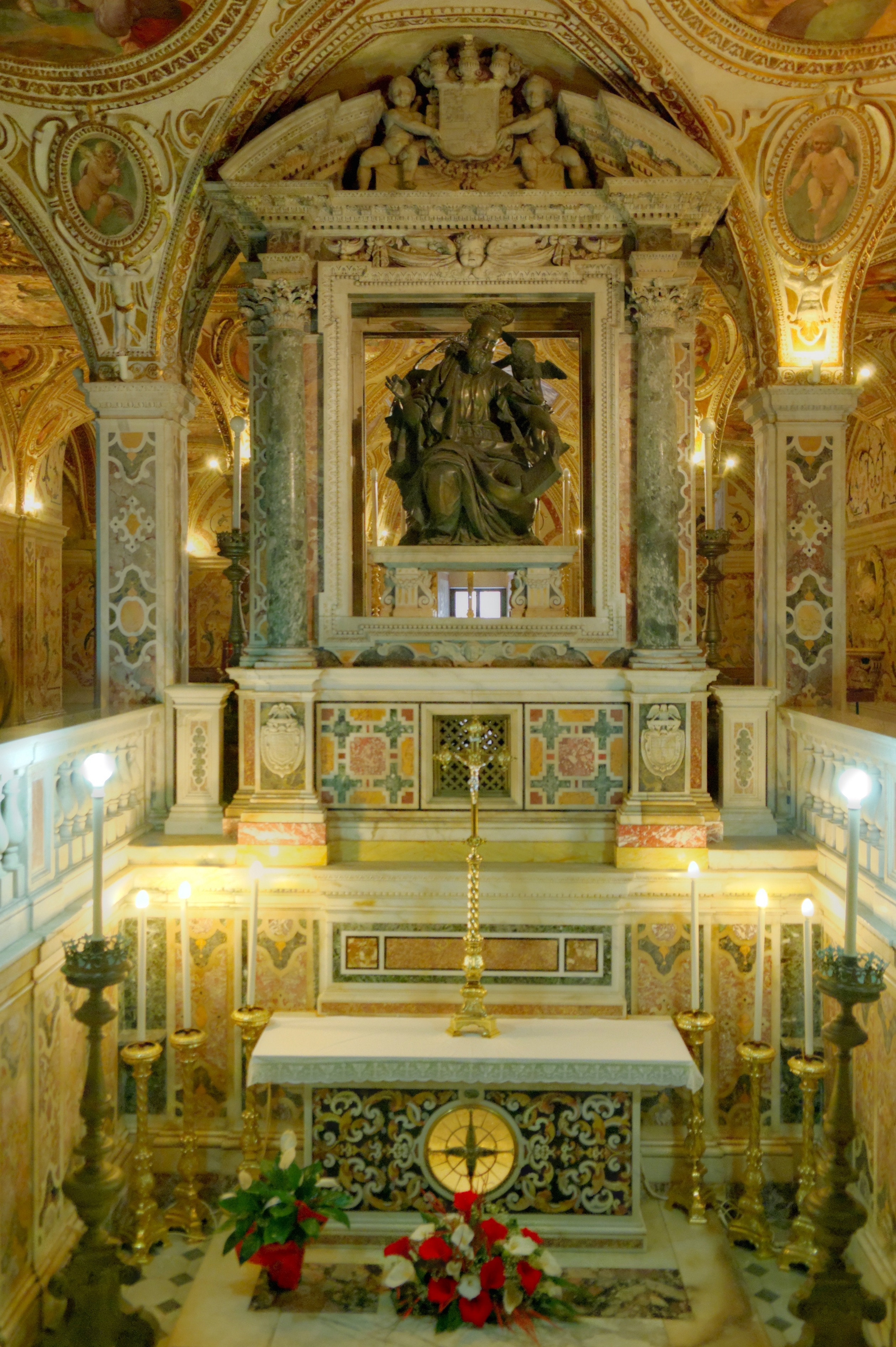
Cripta de la Catedral de Salerno, amb l'altar i la tomba
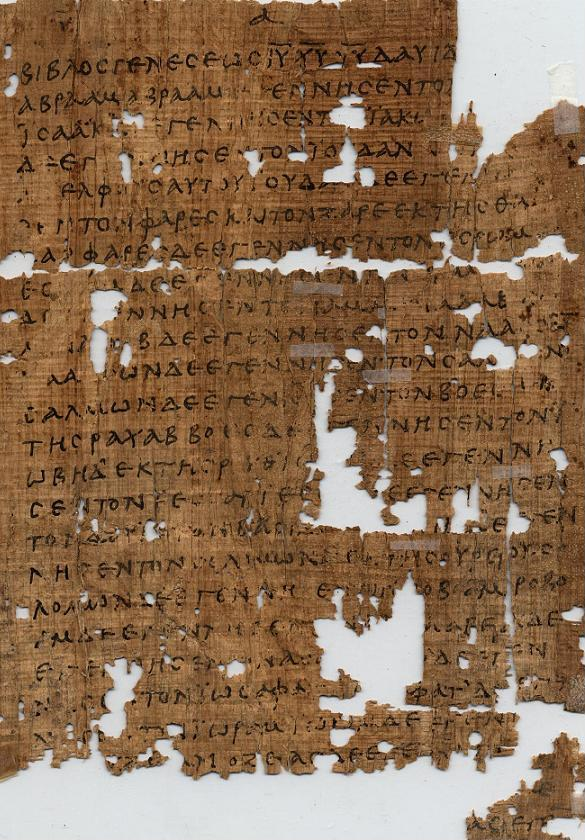
Papir d'Oxyrrincos, ca. 250, amb l'Evangeli de Mateu